# Unione Sportiva Osimana 1979-1980
Questa voce raccoglie le informazioni riguardanti l'Unione Sportiva Osimana nelle competizioni ufficiali della stagione 1979-1980.

## Rosa
| N. |                   | Ruolo | Calciatore           |
| -- | ----------------- | ----- | -------------------- |
|    | Italia (bandiera) | C     | Francesco Antinori   |
|    | Italia (bandiera) | A     | Massimo Arcangeletti |
|    | Italia (bandiera) | D     | Stefano Baffetti     |
|    | Italia (bandiera) | D     | Ennio Bartolini      |
|    | Italia (bandiera) | D     | Massimo Bartolini    |
|    | Italia (bandiera) | C     | Marco Battisti       |
|    | Italia (bandiera) | C     | Gabriele Bolognesi   |
|    | Italia (bandiera) | A     | Giorgio Buffone      |
|    | Italia (bandiera) | P     | Maurizio Carbonari   |
|    | Italia (bandiera) | C     | Marco Carlini        |
|    | Italia (bandiera) |       | Marconi              |

| N. |                   | Ruolo | Calciatore          |
| -- | ----------------- | ----- | ------------------- |
|    | Italia (bandiera) | C     | Gianfranco Matteoli |
|    | Italia (bandiera) | P     | Fabio Mengarelli    |
|    | Italia (bandiera) | C     | Pierpaolo Montillo  |
|    | Italia (bandiera) | C     | Paolo Moresi        |
|    | Italia (bandiera) | D     | Piero Petrini       |
|    | Italia (bandiera) | C     | Roberto Ragni       |
|    | Italia (bandiera) | C     | Alvaro Retini       |
|    | Italia (bandiera) | D     | Augusto Sacchi      |
|    | Italia (bandiera) | C     | Mario Tamellin      |
|    | Italia (bandiera) | A     | Enrico Tassi        |
|    | Italia (bandiera) | D     | Giancarlo Torresi   |